# Villeta (Cundinamarca)
Villeta est une municipalité située dans le département de Cundinamarca, en Colombie.